# Alkibiades I
Alkibiades I (auch „Erster Alkibiades“ oder „Großer Alkibiades“, lateinisch Alcibiades maior) ist ein philosophischer, literarisch gestalteter Dialog in altgriechischer Sprache aus dem 4. Jahrhundert v. Chr. In der Antike wurde er Platon zugeschrieben, doch in der modernen Forschung bestehen erhebliche Zweifel an seiner Echtheit. Forscher, die den Dialog für unecht halten, pflegen jedoch davon auszugehen, dass er in Platons Umfeld entstanden ist und wohl von einem seiner Schüler verfasst wurde. Die Bezeichnung Alkibiades I dient der Unterscheidung vom Alkibiades II, dem „Zweiten“ oder „Kleinen“ Alkibiades, einem ebenfalls Platon zugeschriebenen, aber ganz sicher unechten Dialog.
Den Inhalt bildet ein fiktives Gespräch zwischen dem Philosophen Sokrates und dem noch nicht zwanzigjährigen Alkibiades, der später als Politiker und Feldherr berühmt wurde und sehr umstritten war. Alkibiades entwickelt einen starken politischen Ehrgeiz, doch zeigt sich im Verlauf der Diskussion, dass es ihm an klaren Grundsätzen und einem durchdachten Konzept fehlt. Seine Inkompetenz wird im Gespräch auf einen Mangel an Selbsterkenntnis zurückgeführt. In diesem Zusammenhang stellt sich die philosophische Frage, was erkannt wird, wenn jemand sich selbst erkennt. Die Antwort lautet, dass es sich um eine Erkenntnis der Seele über ihre eigene Natur handelt. Das durch Selbsterkenntnis erlangte Wissen soll die Pflege der Seele – den rechten Umgang mit ihr – ermöglichen. Zugleich bildet es die Voraussetzung für ethisches Handeln, insbesondere in der Politik.
In der Antike galt der Alkibiades I als Grundlagenschrift der platonischen Anthropologie und wurde von den Platonikern sehr geschätzt.

## Ort, Zeit und Teilnehmer
Der fiktive Dialog spielt sich in Athen ab. Der Zeitpunkt, zu dem der Autor das Gespräch stattfinden lässt, ist aus dem angegebenen Alter des Alkibiades zu erschließen; es ist wohl das Jahr 432 v. Chr. oder die Zeit kurz davor.
Alkibiades wird so dargestellt, wie seine Zeitgenossen und die Nachwelt ihn wahrzunehmen pflegten. Er ist reich und vornehm, eine sehr attraktive Erscheinung, ehrgeizig und hochmütig, und schätzt die Tapferkeit über alles. Im Verlauf des Gesprächs gelingt es Sokrates, die Selbstsicherheit des jungen Mannes zu erschüttern und ihm seine Unwissenheit vor Augen zu führen. Den Hintergrund der Begegnung bildet die homoerotische Werbung des Sokrates um den schönen Jüngling. Für den stolzen Alkibiades bedeutet die geistige Auseinandersetzung mit dem weit überlegenen Sokrates eine Demütigung, die er aber dem Philosophen nicht verübelt, da er ihn bewundert.

## Inhalt

### Der Anlass des Gesprächs
Das Gespräch setzt unvermittelt ein. Sokrates hat Alkibiades aufgesucht, um eine Klärung ihres Verhältnisses herbeizuführen. In den letzten Jahren hat Alkibiades zahlreiche Bewunderer seiner Schönheit gehabt, die ihn erotisch begehrten. Der erste unter ihnen war Sokrates, der sich aber bisher schweigend im Hintergrund gehalten hat, da sein Daimonion, eine innere Stimme, ihm zur Zurückhaltung riet. Nun will Sokrates mit seinem Anliegen hervortreten. Alkibiades hat mit seinem Hochmut alle anderen Liebhaber vertrieben, indem er sie ihre Unterlegenheit spüren ließ; nur Sokrates ist übrig geblieben. Alkibiades fühlt sich von ihm belästigt, möchte aber den Grund der Hartnäckigkeit des Philosophen erfahren.

### Das Erfordernis der Bildung

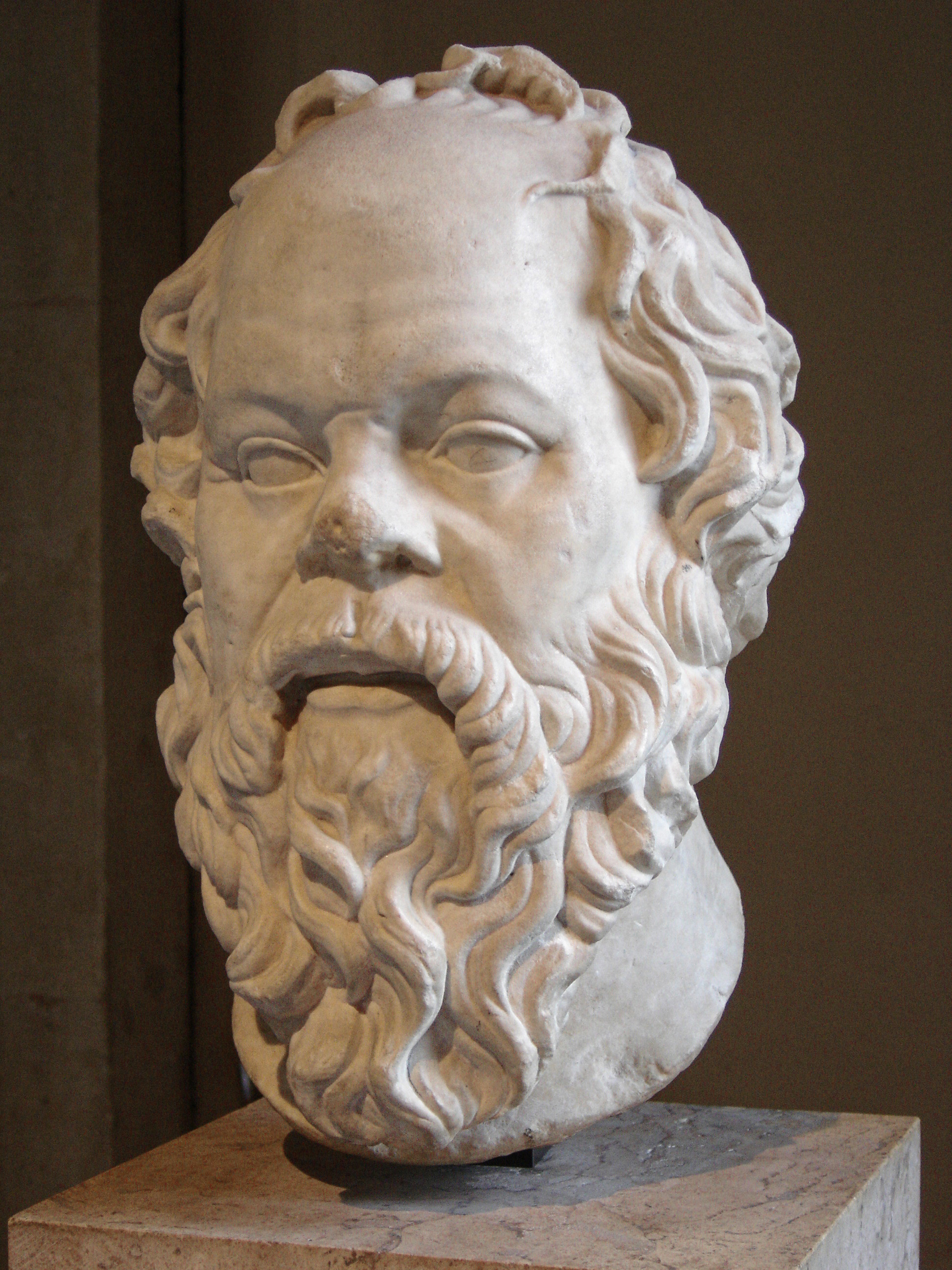
Sokrates (römische Büste, 1. Jahrhundert, Louvre, Paris)

Sokrates, der den grenzenlosen politischen Ehrgeiz seines Gesprächspartners kennt, bietet sich ihm als Ratgeber an. Er will ihn davon überzeugen, dass solche Beratung für die Erlangung der ersehnten politischen Führungsrolle unerlässlich sei. Alkibiades beabsichtigt als Redner vor die Volksversammlung zu treten, denn nur so kann man sich im demokratischen Athen Einfluss verschaffen. Er möchte bei Entscheidungen über Krieg oder Frieden mitreden und seiner Ansicht Geltung verschaffen. Sokrates weist ihn darauf hin, dass er damit einen Anspruch auf Kompetenz erhebe, dem er dann auch genügen müsse. Nun muss Alkibiades aber auf eindringliches Befragen zugeben, dass er über keine besonderen Kenntnisse verfügt, die ihn dafür qualifizieren könnten. Er besitzt nur sein Schulwissen, das in der Politik nutzlos ist. Sokrates macht ihm klar, dass die Entscheidung über Krieg oder Frieden eine Frage der Gerechtigkeit sei. Alkibiades räumt ein, dass er zwar schon als Kind überzeugt war zu wissen, was Recht und Unrecht ist, aber darüber noch nie ernsthaft nachgedacht oder eine kompetente Belehrung erhalten hat. Er hat sich immer nur an den gängigen Meinungen der unwissenden Menge orientiert, obwohl diese widersprüchlich sind. Somit versteht er von Gerechtigkeit nichts.
Gegen diese Erwägungen wendet Alkibiades ein, auf die Gerechtigkeit komme es eigentlich nicht an, denn in der Politik gehe es nicht um das Gerechte, sondern um das Vorteilhafte. Dieses Argument nützt ihm aber nichts, weil sich auch hier zeigt, dass ihm Sachkenntnis fehlt. Er behauptet, das Vorteilhafte sei etwas anderes als das Gerechte, denn das Gerechte habe sich schon oft als nachteilig erwiesen und unrechtes Handeln als vorteilhaft. Da er aber nicht darlegen kann, worin das Vorteilhafte besteht, kann er seine Ansicht nicht begründen. Es stellt sich heraus, dass er über etwas redet, was er nicht definieren kann. Sokrates bringt ihn durch eine Reihe von didaktischen Fragen zur Einsicht, dass zwischen dem Gerechten und dem Vorteilhaften kein Unterschied besteht. Nach dieser Meinungsänderung ist Alkibiades verwirrt, da er nun das ganze Ausmaß seiner Unwissenheit erkennt. Wenn er Wissen hätte, würde er nicht derart in seinen Ansichten schwanken. Wie die Diskussion gezeigt hat, ist das Hauptproblem der Unwissenden nicht ihr Mangel an Sachkenntnis, sondern ihre Illusion, den Durchblick zu haben. Wer Staatsmann werden will, muss zunächst seine Kompetenz realistisch einschätzen und sich die nötige Bildung verschaffen. Die beiden Gesprächspartner sind sich einig, dass dies bei den athenischen Politikern kaum je der Fall sei. Von einem wirklich Verständigen erwartet Sokrates, dass er auch anderen Verständigkeit beibringen kann. Aber sogar dem berühmten Staatsmann Perikles, dem Vormund des Alkibiades, sei es nicht gelungen, seine Fähigkeiten anderen zu vermitteln; als Vater habe er versagt, seine beiden Söhne seien missraten. Niemand sei durch den Umgang mit Perikles weiser geworden.
Darauf wendet sich das Gespräch der Frage nach einer erfolgreichen Pädagogik zu. Sokrates lobt die hervorragende Erziehung, welche die Großkönige der Perser ihren Söhnen zuteilwerden lassen, während die Athener die pädagogische Betreuung ihrer Kinder vernachlässigen. Für vorbildlich hält er auch die Prinzipien, nach denen sich die Könige von Sparta richten. Den Herrschern dieser beiden Staaten, den traditionellen Gegenspielern Athens, hat ein Ignorant wie Alkibiades nichts entgegenzusetzen. Er muss noch viel lernen. Sokrates betont, dass auch für ihn selbst das Lernen nie ende. Im Streben nach Erkenntnis und Tüchtigkeit dürfe man nicht nachlassen.

### Selbsterkenntnis und Verantwortung für sich selbst
Bei der folgenden Erörterung der Frage, was die Voraussetzungen für eine gute Regierung sind, gerät Alkibiades erneut in Verwirrung und muss einsehen, dass er nichts davon versteht. Sokrates verhilft ihm zu der Einsicht, dass die Fähigkeit eines Menschen, für das Seinige – seinen Besitz – zu sorgen, etwas anderes ist als die Fähigkeit, für sich selbst zu sorgen, das heißt sich selbst zu verbessern. Sorge für sich selbst setzt Selbsterkenntnis voraus. Zunächst kommt es darauf an zu verstehen, was mit „sich selbst“ gemeint ist. Das „Selbst an sich“ oder „Selbst selbst“ (autó to autó, autó tautó) kann nicht der Körper sein, auch nicht ein aus Körper und Seele zusammengesetztes Ganzes, sondern nur die Seele, die lenkende Instanz, die sich des Körpers bedient. Sie allein macht nach Sokrates’ Überzeugung den Menschen aus, sie ist sein Selbst. Der Körper ist nur ein Werkzeug und gehört als solches zum Besitztum, dem „Seinigen“ des Menschen. Dies hat auch für die Liebe Konsequenzen: Wer den Körper des Alkibiades liebt, der liebt nicht ihn selbst, sondern nur einen Gegenstand, der Alkibiades gehört. Die Liebe zum Körper endet, wenn dieser seine Attraktivität einbüßt. Anders verhält es sich mit der Liebe zur Seele. Darum hält Sokrates im Gegensatz zu den anderen Liebhabern an Alkibiades fest, obwohl dieser kein Jugendlicher mehr ist, also das Alter überschritten hat, auf das sich das Interesse der Homoerotiker zu konzentrieren pflegt. Der Leib hat seine Blütezeit schon hinter sich, die Seele hingegen soll jetzt erblühen.
Wie die Seele sich selbst erkennen kann, veranschaulicht Sokrates mit dem berühmten Spiegelvergleich. Da sie nicht imstande ist, sich selbst unmittelbar wahrzunehmen, benötigt sie einen Spiegel, so wie auch ein Auge sich selbst nur in einem äußeren Objekt durch Spiegelung sehen kann. Für das Auge kann dieser Spiegel das Auge eines anderen Menschen sein; wenn es in dessen Pupille blickt, in den höchstrangigen Teil des fremden Auges, sieht es zugleich sich selbst. So muss auch die Seele in eine andere Seele schauen, um sich zu erkennen, und zwar in deren höchsten, göttlichsten Teil, in dem die Weisheit ihren Sitz hat. Indem sie ihre Aufmerksamkeit auf das Göttliche richtet, kann sie am besten zur Selbsterkenntnis gelangen.
Selbsterkenntnis bedeutet, wie Sokrates weiter ausführt, Besonnenheit (sophrosyne). Nur dank ihr kann der Mensch wissen, was für ihn gut und was übel ist. Daher muss sich jemand, der im Staat eine Führungsrolle anstrebt, zuerst Gerechtigkeit und Besonnenheit zu eigen machen, um diese Tugenden dann auch verbreiten zu können. Solange man dazu nicht in der Lage ist, soll man nicht führen, sondern in einer untergeordneten Stellung verbleiben und sich von einem Besseren regieren lassen. Davon lässt sich Alkibiades überzeugen. Er will sich nun Sokrates anschließen und unter dessen Leitung um Gerechtigkeit bemühen.

## Echtheitsfrage und Entstehungszeit
Seit dem 19. Jahrhundert ist die Echtheit des Dialogs sehr umstritten. Die Datierung seiner Entstehung hängt mit der Beurteilung der Echtheitsfrage zusammen. Konsens besteht darüber, dass der Alkibiades I, falls er nicht von Platon stammt, im Kreis seiner Schüler in der Akademie entstanden ist. Die Befürworter der Unechtheit weisen auf verdächtige sprachliche Besonderheiten hin. Sie machen geltend, die Struktur erinnere zwar an Platons frühe Dialoge, was eine Einordnung unter die späteren Werke ausschließe, der Alkibiades I weise aber bestimmte für die Frühwerke typische Merkmale nicht auf. Das Gespräch zeige einen auffallend lehrhaften Charakter, die Gedankenführung sei zu methodisch, zu linear und zu platt, sie entspreche eher einer Lehrschrift als einer dialogischen Wahrheitssuche; es fehle die für Platon typische Tiefgründigkeit. Die Verfechter der Echtheit bestreiten die Stichhaltigkeit dieser Argumentation, die auf Vorurteilen und voreiligen Schlüssen basiere. Pamela Clark trug 1955 die Hypothese vor, dass Platon nur das letzte Drittel des Alkibiades I verfasst habe, vielleicht nach dem Tod eines seiner Schüler, welcher der Autor des ersten Teils sei. Schon 1809 hatte Friedrich Schleiermacher die Idee eines nur teilweise authentischen Werks ins Spiel gebracht; er hatte die Möglichkeit erwogen, es könne sich um einen Entwurf Platons handeln, den später ein Schüler ausgearbeitet habe.
Falls Platon der Autor ist, gehört der Dialog nach Ansicht vieler Forscher aus inhaltlichen Gründen zu seinen frühen oder mittleren Werken. Als Alterswerk betrachtet ihn aber Nicholas Denyer; er plädiert für Entstehung in den frühen fünfziger Jahren des 4. Jahrhunderts.

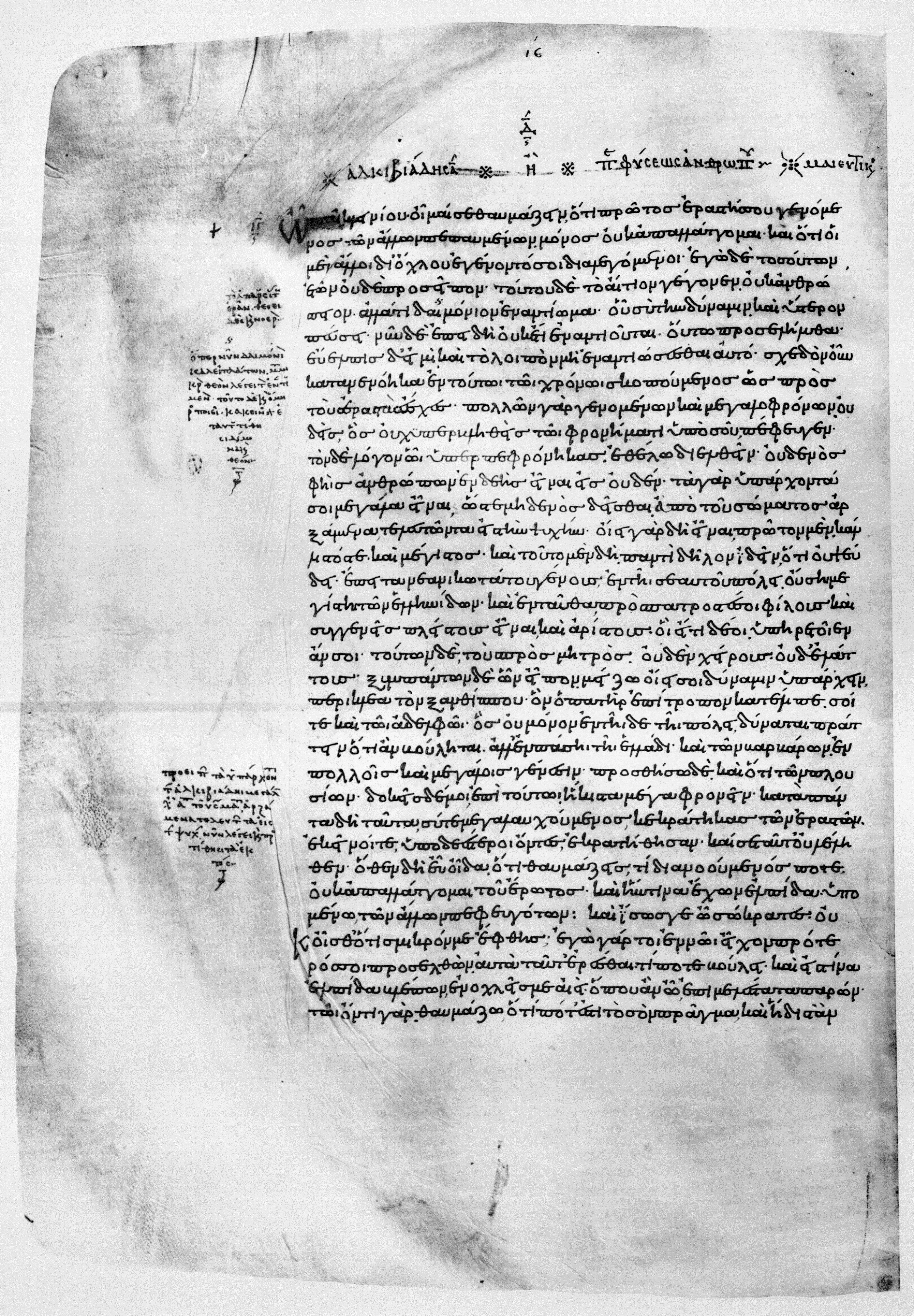
Der Anfang des Alkibiades I in der ältesten erhaltenen mittelalterlichen Handschrift, dem 895 geschriebenen Codex Clarkianus

## Textüberlieferung
Aus der Antike liegen Fragmente aus zwei Papyrus-Handschriften des 2. Jahrhunderts vor. Die mittelalterliche Textüberlieferung besteht aus sechs Handschriften. Die älteste von ihnen wurde im Jahr 895 im Byzantinischen Reich für Arethas von Caesarea angefertigt.

## Rezeption

### Antike

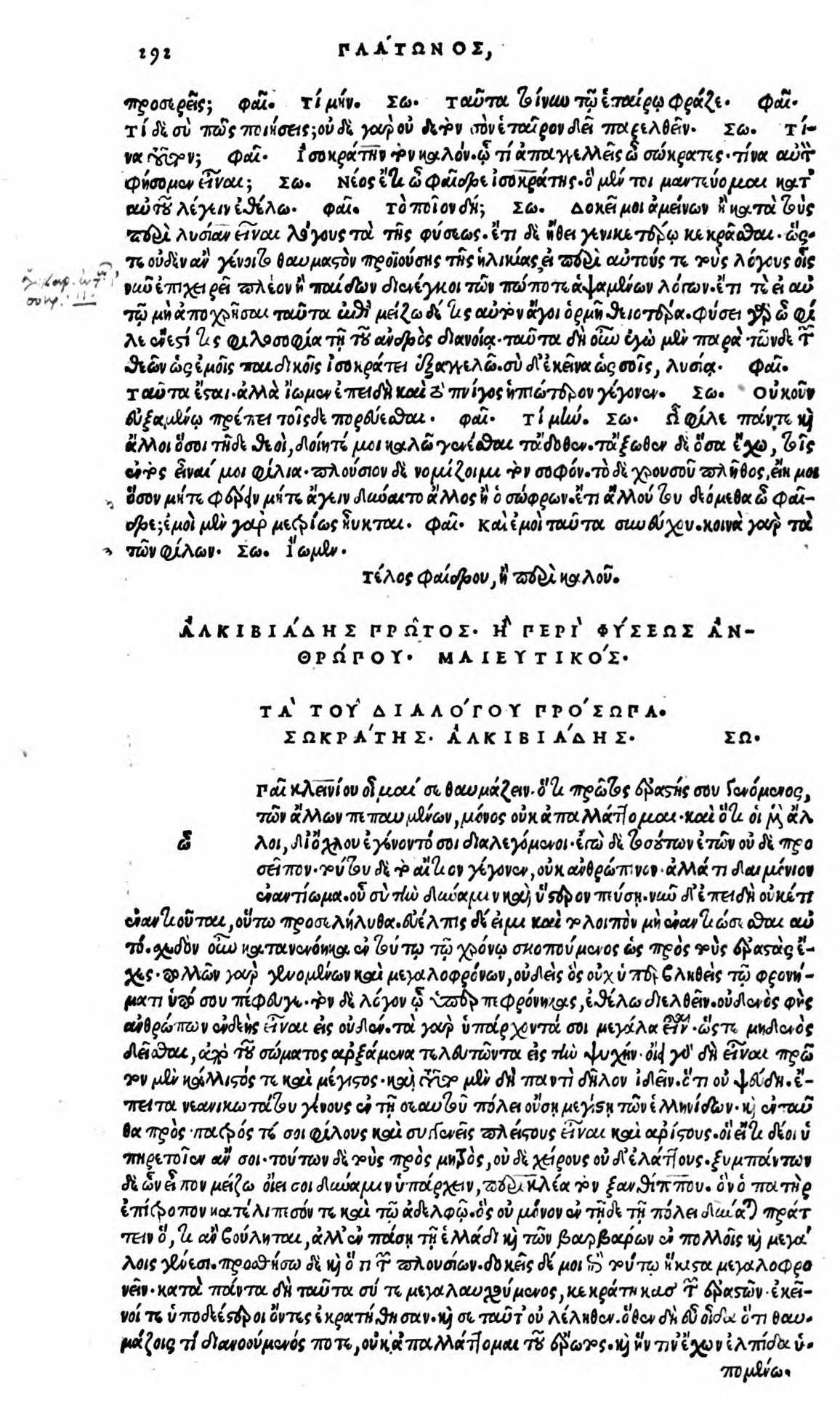
Der Anfang des Alkibiades I in der Erstausgabe, Venedig 1513

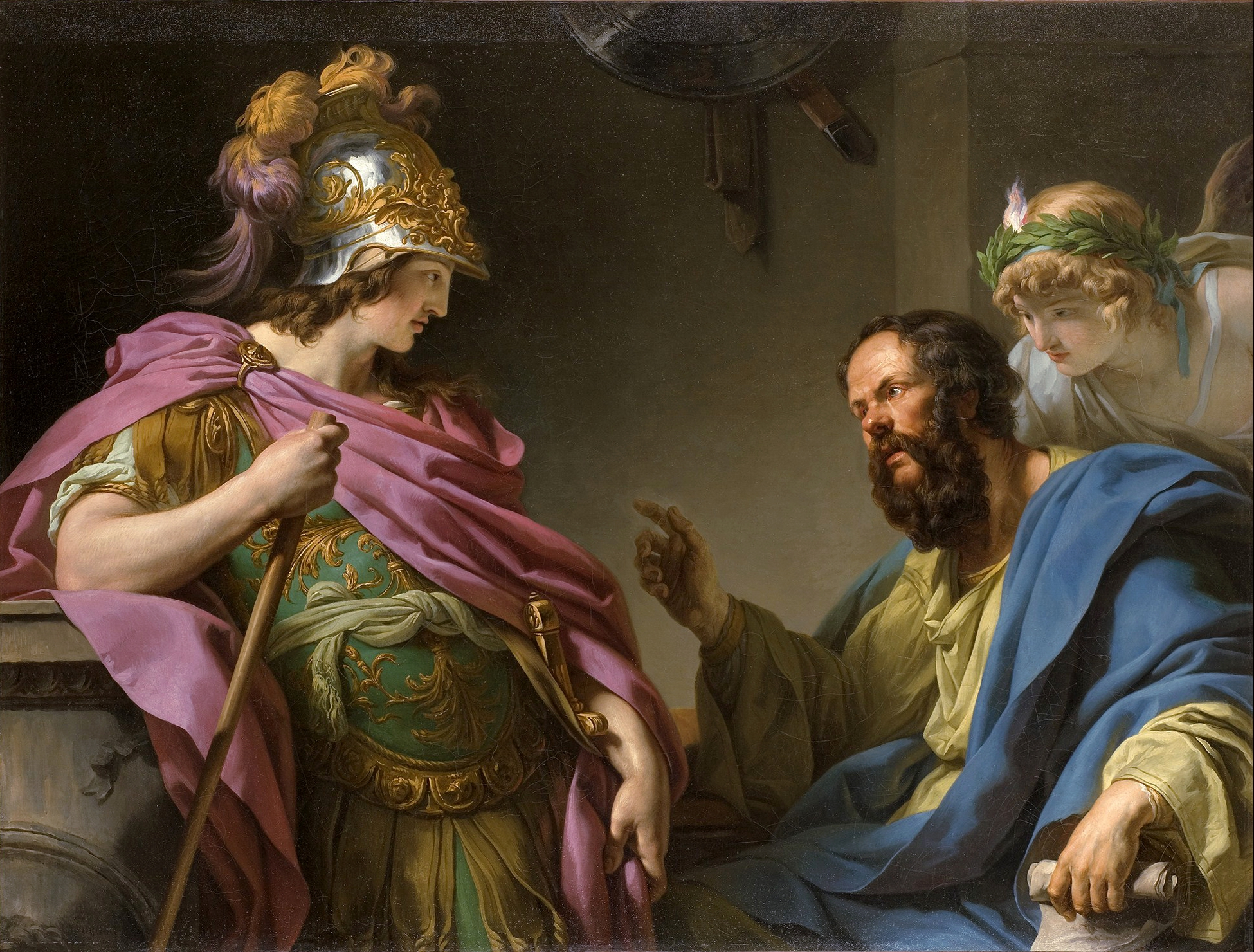
Alkibiades und Sokrates

Die Echtheit des Dialogs ist in der Antike nie bezweifelt worden. Er wurde geschätzt, eifrig studiert und kommentiert. Insbesondere die Anthropologie des Alkibiades I, die Gleichsetzung des Menschen mit der Vernunftseele, fand ein starkes, aber zwiespältiges Echo. Diese grundlegende Lehre des Platonismus verbindet sich für die Nachwelt seit der Antike vor allem mit dem Alkibiades I, denn dort ist sie mit besonderer Klarheit und Entschiedenheit dargelegt und gegen die konkurrierenden anthropologischen Modelle abgegrenzt.
Vermutlich hat Aristoteles in seinem heute verlorenen Dialog Erotikos den Gedanken des sich spiegelnden Auges aus dem Alkibiades I übernommen. Im 2. Jahrhundert v. Chr. hat sich der Geschichtsschreiber Polybios bei der literarischen Schilderung eines Gesprächs, das er mit dem jüngeren Scipio geführt hatte, möglicherweise vom Alkibiades I anregen lassen.
In der Tetralogienordnung, die anscheinend im 1. Jahrhundert v. Chr. eingeführt wurde, gehört der Alkibiades I zur vierten Tetralogie. Der Doxograph Diogenes Laertios zählte ihn zu den „maieutischen“ Dialogen und gab als Alternativtitel „Über die Natur des Menschen“ an. Dabei berief er sich auf eine heute verlorene Schrift des Mittelplatonikers Thrasyllos.
Unter antiken Platonikern war die Meinung verbreitet, der Alkibiades I sei der zum Einstieg in die Platon-Lektüre am besten geeignete Dialog, daher solle man mit ihm beginnen. Die Selbsterkenntnis, deren Notwendigkeit im Alkibiades I dargelegt wird, galt als Ausgangspunkt der Philosophie. Möglicherweise war Antiochos von Askalon, der im 1. Jahrhundert v. Chr. eine platonische Schule gründete, der erste, der die Lektüre des Alkibiades I an den Anfang des Platon-Studiums stellte.
Der römische Dichter Persius (34–62) griff in seiner vierten Satire das Szenario der Zurechtweisung und Belehrung des Alkibiades durch Sokrates auf.
Der Philosoph und Schriftsteller Plutarch benutzte den Dialog als Quelle für die Lebensbeschreibung des Alkibiades in seinen „Parallelbiographien“. Im 3. Jahrhundert schrieb der Mittelplatoniker Demokritos einen Kommentar zum Alkibiades I, der heute verloren ist.
Der spätantike Kirchenvater Eusebios von Caesarea fügte in seine Praeparatio evangelica einen langen Auszug aus dem Alkibiades I ein. Sein Zitat bietet eine etwas längere Version des Textes als die Fassung der Dialoghandschriften. Ob der zusätzliche Text, den auch Johannes Stobaios überliefert, aus der Urfassung stammt oder interpoliert ist, ist in der Forschung umstritten. Falls es ein Einschub ist, kommt als Urheber ein mittelplatonischer Kommentator des Dialogs in Betracht; dann handelt es sich um ein in Dialogform gebrachtes Kommentarstück. Möglicherweise folgt Eusebios einer frühen jüdisch-christlichen Tradition der Deutung des Alkibiades I.
Der Neuplatoniker Iamblichos († um 320/325) zählte den Alkibiades I zu einer Gruppe von zehn besonders wichtigen Dialogen Platons. Er stellte ihn an den Anfang des Unterrichts in seiner Schule und verfasste einen Kommentar dazu, der bis auf Fragmente verloren ist. Einen weiteren Kommentar schrieb der Neuplatoniker Proklos († 485). Von Iamblichos’ Einschätzung des Dialogs ausgehend bezeichnete er den Alkibiades I als den Anfang der gesamten Philosophie ebenso wie auch der Selbsterkenntnis. Im Alkibiades I sei wie in einem Samenkorn die ganze Philosophie Platons enthalten, die in den anderen Dialogen entfaltet werde. Nur der Anfangsteil von Proklos’ Werk ist vollständig überliefert, vom Rest liegen nur Fragmente vor. Auch Damaskios († nach 538), der letzte Leiter der neuplatonischen Philosophenschule in Athen, kommentierte den Alkibiades I, wobei er sich mit der Auffassung des Proklos kritisch auseinandersetzte. Aus diesem Werk sind nur einige Zitate überliefert. Der letzte antike Kommentar zum Alkibiades I, von dem die Nachwelt weiß, stammt von dem Neuplatoniker Olympiodoros dem Jüngeren († nach 565), einem in Alexandria tätigen Gelehrten. Er ist in einer Schülernachschrift gänzlich erhalten geblieben.

### Mittelalter und Frühe Neuzeit
Im 10. Jahrhundert verfasste der einflussreiche muslimische Philosoph al-Farabi eine Übersicht zu Platons Schriften mit dem Titel „Die Philosophie Platons, ihre Teile und die Ordnung ihrer Teile von ihrem Anfang bis zum Ende“. Dabei begann er – der Sitte antiker Platoniker folgend – mit dem Alkibiades I. Offenbar hielt er sich hinsichtlich der Reihenfolge an seine Quelle.
In der lateinischsprachigen Gelehrtenwelt des Mittelalters war der Dialog unbekannt. Erst in der Epoche des Renaissance-Humanismus wurde er wiederentdeckt. Wie schon in der Antike fand der Alkibiades I auch in der Frühen Neuzeit bei den Gebildeten Wertschätzung und galt allgemein als echt.
Im 15. Jahrhundert machte der Humanist Marsilio Ficino das Werk durch Übersetzung ins Lateinische einer breiteren Bildungsschicht zugänglich. Er begann die Einleitung (argumentum) zu seiner Übersetzung mit den Worten, dieser Dialog sei schöner als Alkibiades und wertvoller als alles Gold. 1484 erschien in Florenz der erste Druck von Ficinos lateinischen Übersetzungen der Werke Platons, darunter der Alkibiades I. Der griechische Text wurde 1513 in Venedig von Aldo Manuzio im Rahmen der Erstausgabe (editio princeps) von Platons Werken herausgebracht.

### Moderne
In der Moderne setzte der Zweifel an der Echtheit des Alkibiades I ein. Mit dem Urteil über die Echtheitsfrage ist in der Forschung die Einschätzung der philosophischen und literarischen Qualität verknüpft. Als Erster sprach sich Friedrich Schleiermacher 1809 gegen die Authentizität aus. Er beurteilte das Werk als „ziemlich geringfügig und schlecht“, daher könne es nicht von Platon stammen, wenngleich darin auch einzelne „sehr schöne und ächt platonische Stellen“ zu finden seien. Schleiermachers Urteil war folgenreich; es leitete eine verbreitete, anhaltende Geringschätzung des Alkibiades I ein. Ulrich von Wilamowitz-Moellendorff, der von der Unechtheit überzeugt war, beurteilte den Dialog sehr negativ: Er nannte ihn „Schafmist“ und schrieb in seiner Platon-Monographie, der Verfasser des Werks sei talentlos gewesen und habe Platons Angaben über das Daimonion des Sokrates missverstanden und verflacht. Die Anhänger der Gegenmeinung verstummten aber nicht. Ein namhafter Befürworter der Echtheit und Verteidiger der literarischen Qualität des Dialogs war Paul Friedländer. Seit dem späten 20. Jahrhundert melden sich vermehrt positiver urteilende und für Echtheit plädierende Forscher zu Wort.
Der Philosoph Michel Foucault befasste sich in seinen Vorlesungen am Collège de France eingehend mit dem Alkibiades I, denn er betrachtete ihn als Dokument eines geistesgeschichtlichen Wandels und sah in ihm zugleich eine Einführung in die klassische Philosophie. Außerdem war er von Platons Autorschaft überzeugt. Foucault meinte, der Alkibiades I belege eine fundamentale Neuerung im Denken: Er sei die erste Theorie des Selbst. Diese basiere auf der Entdeckung der „Subjektseele“ (âme-sujet), der Einführung des Konzepts eines „subjektiven“, reflexiven Selbst. Die Frage nach dem eigenen Selbst beziehe sich nicht auf die Natur des Menschen, sondern auf das Subjekt. Mit ihr habe die Geschichte der Subjektivität begonnen.

## Ausgaben und Übersetzungen
Ausgaben (teilweise mit Übersetzung)
- Antonio Carlini (Hrsg.): Platone: Alcibiade, Alcibiade secondo, Ipparco, Rivali. Boringhieri, Torino 1964, S. 68–253 (kritische Edition mit italienischer Übersetzung)
- Nicholas Denyer (Hrsg.): Plato: Alcibiades. Cambridge University Press, Cambridge 2001, ISBN 0-521-632811 (Textausgabe ohne Übersetzung, mit Kommentar)
- Gunther Eigler (Hrsg.): Platon: Werke in acht Bänden, 4. Auflage, Wissenschaftliche Buchgesellschaft, Darmstadt 2005, ISBN 3-534-19095-5, S. 527–637 (Abdruck der kritischen Ausgabe von Maurice Croiset, 9. Auflage, Paris 1966, mit der deutschen Übersetzung von Friedrich Schleiermacher, 2., verbesserte Auflage, Berlin 1826)

Übersetzungen
- Otto Apelt: Platon: Alkibiades I/II. In: Otto Apelt (Hrsg.): Platon: Sämtliche Dialoge, Bd. 3, Meiner, Hamburg 2004, ISBN 3-7873-1156-4 (mit Einleitung und Erläuterungen; Nachdruck der 3. Auflage, Leipzig 1937)
- Klaus Döring: Platon: Erster Alkibiades. Übersetzung und Kommentar (= Platon: Werke. Übersetzung und Kommentar, hrsg. von Ernst Heitsch u. a., Bd. IV 1). Vandenhoeck & Ruprecht, Göttingen 2016, ISBN 978-3-525-30438-9
- Franz Susemihl: Alkibiades der Erste. In: Erich Loewenthal (Hrsg.): Platon: Sämtliche Werke in drei Bänden, Bd. 1, unveränderter Nachdruck der 8., durchgesehenen Auflage, Wissenschaftliche Buchgesellschaft, Darmstadt 2004, ISBN 3-534-17918-8, S. 815–871

Antike Kommentare
- John M. Dillon (Hrsg.): Iamblichi Chalcidensis in Platonis dialogos commentariorum fragmenta. Brill, Leiden 1973, ISBN 90-04-03578-8, S. 72–83, 229–238 (kritische Ausgabe der Fragmente mit englischer Übersetzung und Kommentar des Herausgebers)
- William O’Neill (Übersetzer): Proclus: Alcibiades I. A translation and commentary. 2. Auflage, Nijhoff, Den Haag 1971, ISBN 90-247-5131-4
- Alain Philippe Segonds (Hrsg.): Proclus: Sur le Premier Alcibiade de Platon. 2 Bände, Paris 1985–1986 (kritische Ausgabe des griechischen Textes mit französischer Übersetzung)
- Leendert Gerrit Westerink (Hrsg.): Olympiodorus: Commentary on the First Alcibiades of Plato. North-Holland Publishing Company, Amsterdam 1956, Nachdruck (mit Korrekturen und Ergänzungen) Hakkert, Amsterdam 1982, ISBN 90-256-0840-X